# Mahjong

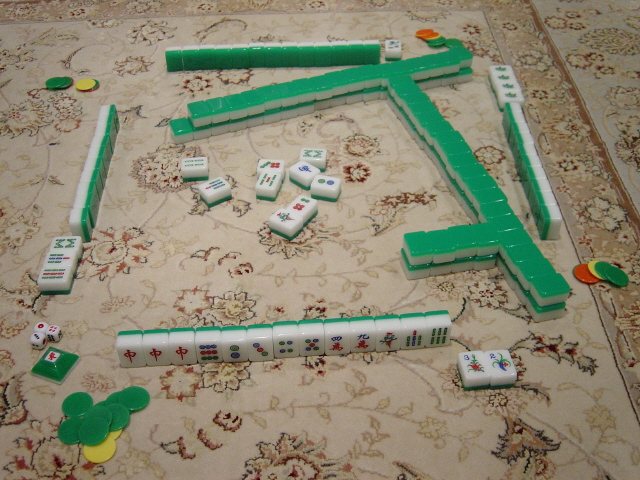
Partida de Mahjong.

El mahjong (Pronúncia catalana: [mə'ʒɔŋ]. Pronúncia xinesa: [mǎ.tɕjâŋ]), és un joc de taula tradicional xinès.
L'objectiu principal del joc consisteix a agrupar totes les fitxes que cadascun dels quatre jugadors té (hi ha modificacions del joc que permeten jugar-hi a menys de quatre persones). És característic d'aquest joc la gran quantitat de normes que hi intervenen, que pot variar depenent de la regió on es jugui.

## Etimologia
En xinès el joc originalment era conegut com a 麻雀 (pinyin: máquè, "pardal"). Es diu que el soroll que es fa quan es remenen les peces recorda al cant dels pardals. El nom també pot provenir d'un joc de cartes anterior anomenat Madiao. També és conegut com a "majiang pai" (麻將牌, májiàng pái; pái significa "fitxa/ cartes").
Avui en dia la majoria de parlants de xinès mandarí l'anomenen májiàng (麻將 en xinès tradicional i 麻将 en xinès simplificat). En japonès se'l coneix com a 麻雀 (マージャン, maajan). Existeixen altres romanitzacions del nom com: mah jong, mah-jongg o majiang.

## Fitxes
Les fitxes que formen part del joc són tradicionalment fetes d'os, bambú o ivori, però actualment pràcticament només se'n troben de sintètiques. Aquestes fitxes contenen diferents motius:
- 36 discs (de l'1 al 9, 4 jocs): també anomenats "punts", "cercles" o "monedes"
- 36 Bambús (de l'1 al 9, 4 jocs)
- 36 Nombres (de l'1 al 9, 4 jocs)
- 16 punts cardinals (4 jocs)
- 12 Dracs (Vermell, Blanc i Verd, 4 jocs), representats pels caràcters "centre" (中, Zhōng), espai o blanc (白, Bāi) i "prosperitat" (發, Fā).
- 4 Flors
- 4 Estacions

Nota: les flors i estacions no es fan servir en la majoria de jocs.

## Instruccions
El joc comença distribuint els quatre jugadors (que representen els quatre punts cardinals) i cadascú aixeca la seva pròpia muralla, posant disset parells de fitxes, cap per avall, a manera de paret. Mitjançant els daus es decideix per on es comença a trencar la muralla, i cada jugador va agafant les 13 fitxes que necessitarà per començar el joc, quatre cada cop (per torns) i una al final. El jugador que els daus han designat com a hoste agafa una fitxa més i en finalitzar el seu torn n'haurà de deixar anar una altra. El següent jugador podrà agafar aquesta fitxa que el primer ha descartat (això només si li serveix per completar un grup) o agafar la següent de la muralla, i així successivament. El joc acaba quan algun jugador agafa una fitxa que li permet completar l'agrupament de totes les fitxes.
Quan un jugador ha "lligat" tres fitxes, gràcies a la fitxa que un altre jugador ha deixat, ha de mostrar aquest grup a la resta de jugadors, deixant les fitxes cap per amunt.

## Variants
Hi ha diferents varietats en la forma de jugar a aquest joc:
- Mahjong clàssic xinès és la forma més antiga introduïda als Estats Units.
- Mahjong de Hong Kong o Cantonès és la forma més comuna, que no permet a diversos jugadors guanyar en un mateix torn.
- Mahjong de Sichuan és una versió ràpida del joc, que s'estén al sud de la Xina.
- Mahjong Taiwanès es juga amb 16 fitxes en comptes de 13.
- Mahjong Japonès és una versió simplificada, molt estesa al Japó i utilitzada en molts videojocs. La versió sanma (三麻) permet fins i tot jugar només tres persones.
- Mahjong clàssic de l'Oest és un descendent de la versió introduïda als EUA els anys 20.
- Mahjong americà (en referència als EUA) és una forma estandarditzada, amb instruccions adaptades per la competició.